# Funkadelic (album)
Albums de Funkadelic
Free Your Mind... And Your Ass Will Follow
(1970)
Funkadelic est le premier album de Funkadelic sorti chez Westbound Records en 1970.

## Liste des morceaux
Face A
1. Mommy, What's a Funkadelic? (George Clinton) - 9:04
2. I Bet You (Clinton, Patrick Lindsey, Sidney Barnes) - 6:10
3. Music for My Mother (Clinton, Eddie Hazel, Billy Nelson) - 5:37
4. I Got a Thing, You Got a Thing, Everybody's Got a Thing (Clarence Haskins) - 3:52

Face B
1. Good Old Music (Clinton) - 7:59
2. Qualify and Satisfy (Clinton, Nelson, Hazel) - 6:15
3. What Is Soul (Clinton) - 7:40

Titres bonus de la réédition de 2005
1. Can't Shake It Loose (Clinton, Barnes, Joanne Jackson, Rose Marie McCoy) - 2:28
2. I Bet You (Clinton, Lindsey, Barnes) - 4:10
3. Music for My Mother (Clinton, Hazel, Nelson) - 5:17
4. As Good as I Can Feel (Clinton, Haskins) - 2:31
5. Open Our Eyes (Leon Lumpkins) - 3:58
6. Qualify and Satisfy (Clinton, Hazel, Nelson) - 3:00
7. Music for My Mother (Clinton, Hazel, Nelson) - 6:14